# Music for a New Society
Music for a New Society è un album di John Cale (ex membro dei Velvet Underground), pubblicato dalla ZE Records nel settembre del 1982. I brani del disco furono registrati (e mixati) al Sky Line Studios di New York City, New York (Stati Uniti).

## Tracce
Brani composti da John Cale, eccetto dove indicato
Lato A
1. Taking Your Life in Your Hands – 4:45
2. Thoughtless Kind – 2:45
3. If You Were Still Around – 3:24 (John Cale, Sam Shepard)
4. Close Watch – 2:11
5. Mama's Song – 0:58

Lato B
1. Broken Bird – 4:43
2. Chinese Envoy – 3:11
3. Changes Made – 3:12
4. Damn Life – 5:11 (John Cale, Risé Cale)
5. Risé, Sam and Rimsky-Korsakov – 2:12 (John Cale, Sam Shepard)

Edizione CD del 1993, pubblicato dalla Rhino Records (R2 71743)
Brani composti da John Cale, eccetto dove indicato
1. Taking Your Life in Your Hands – 4:45
2. Thoughtless Kind – 2:37
3. Sanities – 5:58
4. If You Were Still Around – 3:25 (John Cale, Sam Shepard)
5. (I Keep A) Close Watch – 3:06
6. Broken Bird – 4:43
7. Chinese Envoy – 3:09
8. Changes Made – 3:11
9. Damn Life – 5:10 (John Cale, Risé Cale)
10. Risé, Sam and Rimsky-Korsakov – 2:12 (John Cale, Sam Shepard)
11. In the Library of Force – 5:56

- Il brano (I Keep A) Close Watch comprende Mama's Song

## Formazione
- John Cale - voce, chitarra, tastiera
- Chris Spedding - chitarra acustica
- Alan Lanier - chitarra
- D.J. Young - chitarra, tastiera
- David Lichtenstein - batteria
- John Wonderling - autoharp
- Pipe Major - cornamusa
- Tom Fitzgibbon - cornamusa
- Robert Elk - cornamusa
- Mike McLintock - cori
- Risé Cale - voce solista (brano: Risé, Sam and Rimsky-Korsakov)